# Кабыш, Андрей Александрович
Андрей Александрович Кабыш (18 мая 1917 — 28 января 2010) — Заслуженный деятель науки РСФСР, академик РАЕ, доктор ветеринарных наук, профессор. Основатель научной школы «Изучение действия геохимических аномалий на животных и человека».

## Биография
Родился 18 мая 1917 года в д. Ясеновка Брянской губернии. В 1937 году окончил с отличием Новгородский ветеринарный техникум, 28 июня 1941 года — с отличием Ленинградский ветеринарный институт, 17 июля того же года был призван в ряды Красной Армии. Участвовал в боях на Ленинградском, Калининском, Втором Прибалтийском и Третьем Украинском фронтах. Демобилизован 17 декабря 1945 года в звании майора ветеринарной службы. В январе 1946 года поступил в аспирантуру Ленинградского ветеринарного института, которую окончил и защитил кандидатскую диссертацию в мае 1949 года.
В октябре 1949 года был направлен в Троицкий ветеринарный институт на должность заведующего кафедрой патологии и терапии животных. В этом институте А.А. Кабыш работал до последних дней жизни. В 1964 году защитил докторскую диссертацию.
Награждён двумя орденами Отечественной войны второй степени, орденом «Знак Почёта», орденом Трудового Красного Знамени, 10 медалями, 11 знаками отличия. Ему присвоены звания «Заслуженный деятель науки РСФСР» (1978), объявлено 198 благодарностей, присвоено звание Почётного гражданина г. Троицка (1997). Шесть работ признаны изобретениями, получено три патента.
Умер 28 января 2010 года в возрасте 92 лет.

## Научная работа
А.А. Кабыш занимался изучением эндемических заболеваний — болезней, зависимых от воздействия на организм внешней среды определённой местности, связанных с недостаточностью или избыточностью содержания какого-либо химического элемента в среде. Выявил 14 так называемых биогеохимических провинций — зон, в которых наблюдаются массовые незаразные тяжело протекающие заболевания животных и человека, обусловленные специфическими геохимическими условиями. Эти заболевания не поддаются излечению стандартными средствами, оказывающими хороший лечебный эффект в других регионах. В биогеохимических провинциях наблюдается также изменение обменных процессов, клинической картины обычных повсеместно встречающихся заболеваний и особенности фармакологического действия отдельных лекарственных препаратов. А.А. Кабыш разработал метод лечения и профилактики таких заболеваний путём пополнения рациона легко усвояемыми недостающими веществами либо антагонистами веществ, содержащихся в избытке.
Учитывая масштабность проводимых исследований, Министерство сельского хозяйства СССР в 1956 году открыло исследовательские биогеохимические лаборатории в Троицке и Кустанае. В Троицке были открыты лаборатории по изготовлению пищевых микроэлементных добавок. Комбикормовые заводы Челябинской области стали вводить эти добавки в состав изготовляемых кормов. В результате было получено снижение заболеваемости и падежа животных в 4…9,5 раз, экономический эффект от применения добавок составил до 300%. Особенно высокоэффективным оказалось лечение и профилактика остеодистрофии, рахита, диатеза, некроза конечностей, коллагеноза у быков на откорме, мочекаменной болезни.
Очень высокую эффективность показала эта методика и при лечении болезней человека — псориаза, диатеза, бронхиальной астмы, целиакии, болезни Педжета, болезни Бехтерева, остеодистрофии, паракератоза, остеопороза — многие из которых традиционно считаются трудноизлечимыми или неизлечимыми вовсе. В период с 2000 по 2008 г. на кафедре получили лечение и помощь более 12000 больных разного возраста.
А.А. Кабыш — автор двух и соавтор четырёх монографий, соавтор учебника для специалистов по ветеринарии, автор 11 статей в Сельскохозяйственной энциклопедии. В общей сложности им опубликовано свыше 300 научных работ. Опубликованы рекомендации, с помощью которых практические работники могут выявить биогеохимическую провинцию и определить потребность животного и человека в том или ином химическом веществе. Учениками и сотрудниками А.А. Кабыша на основании проведённых исследований защищено 7 докторских и 15 кандидатских диссертаций, сделано более тысячи докладов на конференциях различного уровня.

## Мемориальная доска
10 марта 2011 года, в присутствии представителей администрации  и Собрания депутатов города Троицка, Законодательного собрания Челябинской области, профессорско-преподавательского состава, студентов и сотрудников Уральской государственной академии ветеринарной медицины, состоялось открытие мемориальной доски памяти А. А. Кабыша.